# Mirafra rufocinnamomea
Mirafra rufocinnamomea là một loài chim trong họ Alaudidae.